# 神眷之力
《神眷之力》是由日本Sting公司制作的PlayStation Portable电子角色扮演游戏，由Atlus公司代理發售。該遊戲於2009年11月12日在日本发行，2010年5月25日在北美发行。